# IEEE 421
Die Norm IEEE 421 definiert Anforderungen an Erregersysteme für Synchronmaschinen. Bei der Erstveröffentlichung 1972 umfasste die Norm nur einen Teil und wurde im Laufe der Jahre um mehrere Teile erweitert. Heute werden in den unterschiedlichen Teilen der Normenreihe Anforderungen an üblicherweise verwendete Komponenten, Test- und Prüfverfahren, Spezifikation, Modellierung und Regelung, sowie Entregungsschaltungen von Erregersystemen definiert.
Im europäischen Raum erfolgt die Definintation der Anforderungen nach DIN EN/IEC 60034.
| IEEE       | Titel | Stand |
| ---------- | --- | ----- |
| IEEE 421.1 | IEEE Standard Definitions for Excitation Systems for Synchronous Machines                                        | 2021  |
| IEEE 421.2 | IEEE Guide for Identification, Testing, and Evaluation of the Dynamic Performance of Excitation Control Systems  | 2014  |
| IEEE 421.3 | IEEE Standard for High-Potential Test Requirements for Excitation Systems for Synchronous Machines               | 2016  |
| IEEE 421.4 | IEEE Guide for the Preparation of Excitation System Specifications                                               | 2014  |
| IEEE 421.5 | IEEE Recommended Practice for Excitation System Models for Power System Stability Studies                        | 2016  |
| IEEE 421.6 | IEEE Recommended Practice for the Specification and Design of Field Discharge Equipment for Synchronous Machines | 2017  |